# Indian Shores
Pour les articles homonymes, voir Shores.
Indian Shores est une ville du comté de Pinellas dans l'État de Floride, aux États-Unis.

## Démographie
| 1950 | 1960 | 1970 | 1980 | 1990  | 2000  |
| ---- | ---- | ---- | ---- | ----- | ----- |
| 198  | 296  | 791  | 984  | 1 405 | 1 705 |

| 2010  | - | - | - | - | - |
| ----- | - | - | - | - | - |
| 1 420 | - | - | - | - | - |

Au recensement de 2010, elle comptait 1 420 habitants.